# William von Norwich

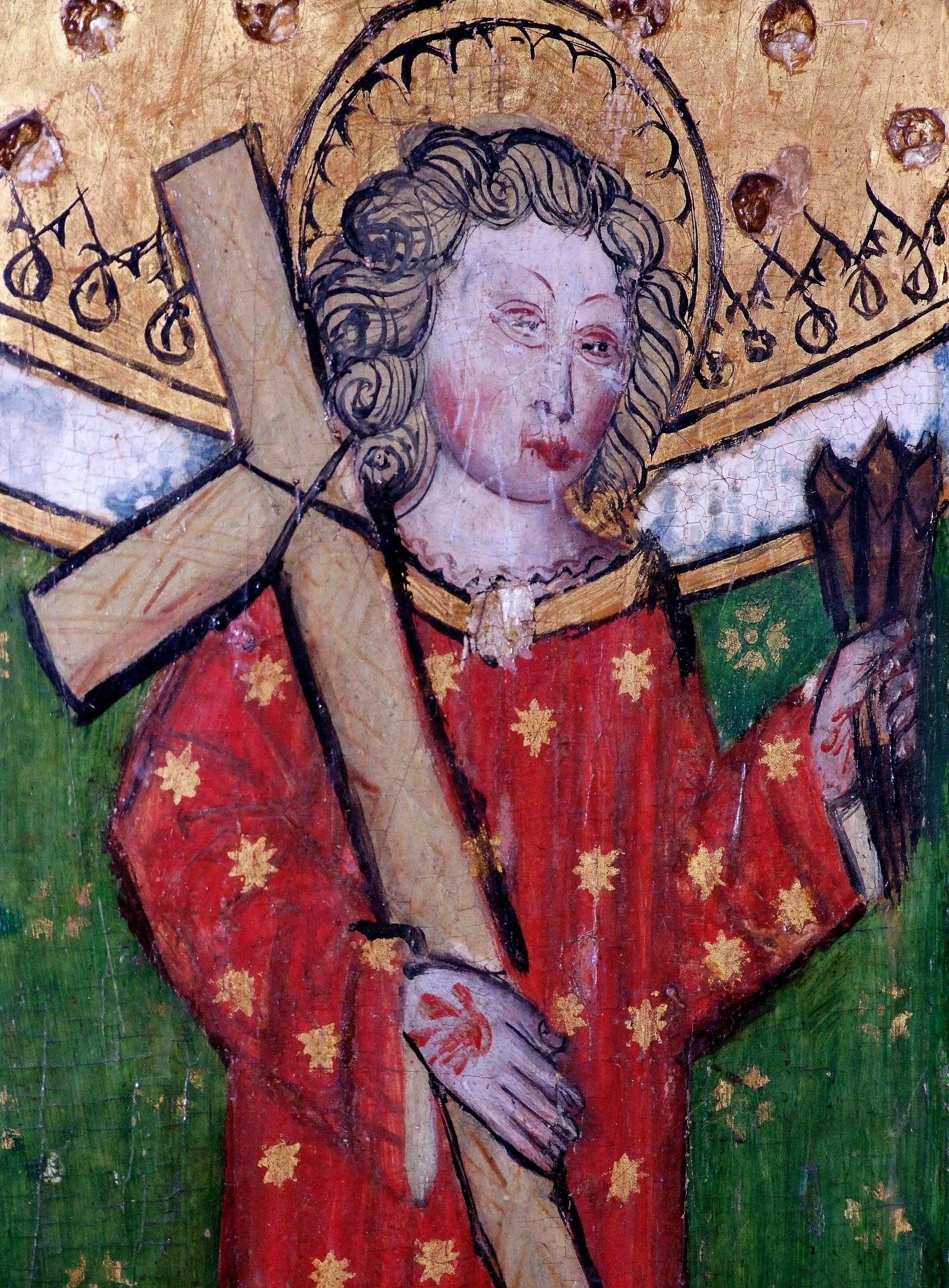
Heiligendarstellung des William von Norwich mit Kreuzigungswunden sowie den Leidenswerkzeugen Kreuz und Kreuznägel Als Heiligenattribute. Ausschnitt eines Lettnergemäldes in der Kirche St. Peter und St. Paul, Eye (Suffolk), 15. Jahrhundert.

William von Norwich (englisch William of Norwich, verdeutscht auch Wilhelm von Norwich; * unsicher 2. Februar 1132; † unsicher 22. März 1144) war ein 12-jähriger Junge aus Norwich in England, der nach der vom Bischof William Turbe (um 1095–1174) veranlassten und vom Benediktinermönch Thomas von Monmouth verfassten Heiligenlegende, das Opfer eines jüdischen Ritualmordes geworden sein soll. Die mündliche Verbreitung der Legende und Wunder des angeblichen christlichen Märtyrers Saint William war der Beginn der Theorie einer jüdischen Weltverschwörung und sorgte für die Etablierung der Blutbeschuldigung gegen die Juden und die Ausgestaltung der Ritualmordlegende im mittelalterlichen Europa. Diese antijüdische Ursprungslegende verknüpfte den angeblichen Ritualmord mit der beim Pessach gefeierten Befreiungshoffnung des Judentums und stellte diese als Ursache für das Leiden Jesu und der Christen dar. Folgende Ritualmordanklagen wie die um Hugh von Lincoln wurden daher stets in der Karwoche oder um den Pessachtermin herum erhoben.

## Ritualmordlegende
Williams Heiligenlegende und Geschichte seiner vorgeblichen Wunder wurde zwischen 1150 und 1157 in sieben Bänden vom Benediktinermönch Thomas von Monmouth in Mittellatein verfasst. Dieser lebte zum Zeitpunkt von Williams Tod im Jahr 1144 jedoch nicht in Norwich, sondern war später zugezogen. Über die siebenbändige Handschrift von Monmouth hinaus gibt es zur Vita des William keine zeitgenössischen Quellen und Belege.

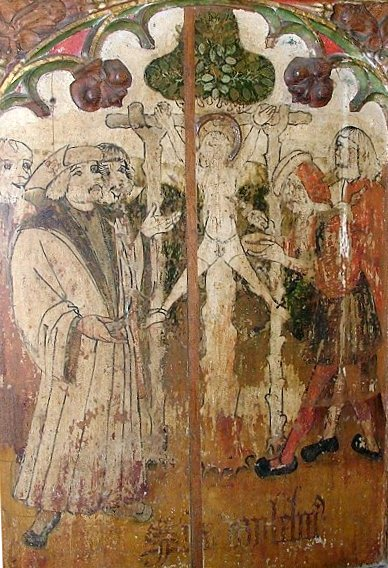
Darstellung des Ritualmordes an William. Lettnergemälde in der Kirche Holy Trinity, in Loddon (Norfolk).

Der im ersten der sieben Bänden enthaltenen Heiligenlegende über das Leben und die Passion des Märtyrers Wilhelm von Norwich aus dem Jahr 1150 zufolge, soll der Kürschnerlehrling William am 22. März 1144, dem zweiten Tag des jüdischen Pessachfestes und dem christlichen Karmittwoch, von Juden der Stadt Norwich heimlich und in ritualisierter Weise ermordet worden sein. Monmouth stellte Williams angebliche Folterung detailliert als Nachahmung der Kreuzigung Jesu und als verabredete Rache der Juden für jene Grausamkeiten dar, die Christen ihnen seither auferlegt hätten: 

„Seinerzeit kauften die Juden vor Ostern ein Christenkind und taten ihm all die Martern an, die unser Gott erlitten hat; und zu Karfreitag hängten sie es an ein Kreuz wegen unseres Gottes und dann beerdigten sie es. Sie dachten, es würde nicht entdeckt werden, aber unser Gott offenbarte, daß der Knabe ein heiliger Märtyrer sei, und die Mönche nahmen ihn und bestatteten ihn zeremoniell im Kloster, und Dank unseres Gottes tut er großartige und vielfältige Wunder, und er wird St. William genannt.“

Das setzte den „Gottesmord“ und die damit gerechtfertigten Judenpogrome der Kreuzfahrer voraus.
Dem Juden, in dessen Haus William angeblich gemartert worden war, gab er den Namen Deulesalt. So hieß ein jüdischer Bankier in Norwich, den ein verschuldeter christlicher Handwerker 1149 ermordet hatte, der ab 1150 dafür in London vor Gericht stand. Während dieses Prozesses erweiterte Monmouth die Legende: Spaniens führende Juden träfen sich jährlich in Narbonne und losten aus, in welcher Stadt im laufenden Jahr ein Christenkind zu opfern sei, um den Judengemeinden weltweit Christenblut bereitzustellen. Im Jahr 1144 sei das Los auf Norwich gefallen. Jüdische Schriften verlangten dieses jährliche Opfer, weil die Juden nur so ihre Freiheit und verlorene Heimat wiederzuerlangen glaubten. Williams Leichnam soll von den Tätern am darauffolgenden Karfreitag im Thorpe Wood, einem Wald bei Norwich, beseitigt worden sein. Nach der Entdeckung von Williams Leichnam am Karsamstag, soll der Verdacht auf die Juden der Stadt gefallen sein – Monmouth schreibt von einem „Traumgesicht“, das Williams Mutter erschienen sei.

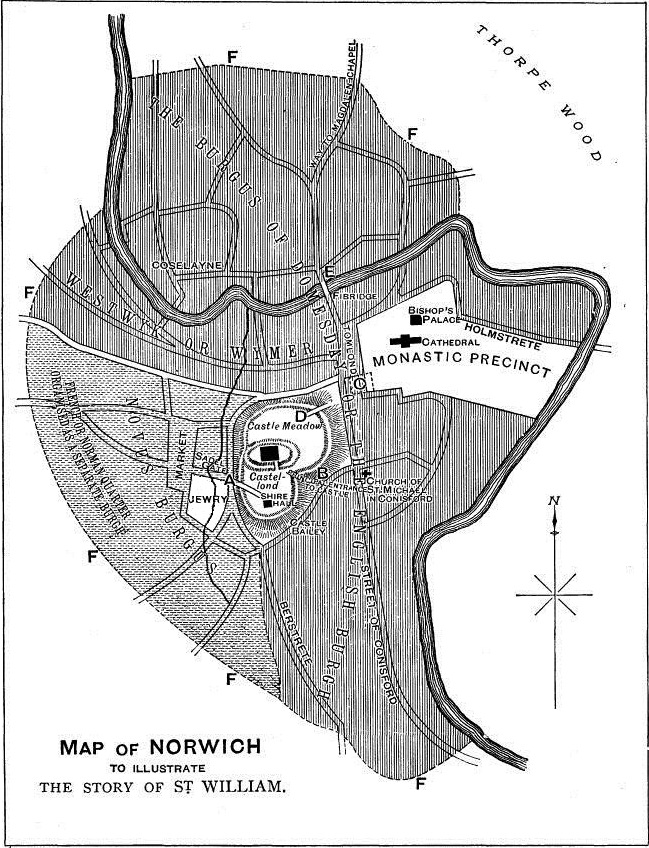
Landkarte der mittelalterlichen Stadt Norwich zur Zeit des William von Norwich. Südwestlich des Stadtzentrums um die Burganlage von Norwich Castle liegt in der Nähe des Marktes das Judenviertel (bei A), im Osten der Klosterbezirk mit dem Bischofssitz und der Kathedrale von Norwich (bei C) sowie nordöstlich der Stadtgrenze (F) der Thorpe Wood.

Die gegen die Juden erhobene Anklage sei wieder fallengelassen worden, da die vorgebrachten Indizien nicht brauchbar gewesen seien. Sowohl der in Norwich ansässige Sheriff von East Anglia John de Chesney, der damalige Bischof Everard von Norwich und auch der englische König Stephan seien von der Schuld der Juden nicht überzeugt gewesen und ein Gericht habe die Anklage abgewiesen.

## Heiligenverehrung
Der Bischof von Norwich William Turbe hatte bereits als Prior maßgeblich den aufkommenden Kult um William von Norwich gefördert. Obwohl es damals bereits Zweifel an dieser Darstellung gab, förderte er auch als Bischof weiter die Verehrung des Jungen als Märtyrer und beauftragte Thomas of Monmouth mit dem Verfassen der Heiligenlegende des William von Norwich. Die als Faktenbericht ausgegebene, bis 1172 breit ausgeführte Ritualmordlegende sollte einen Heiligen- und Märtyrerkult in Norwich etablieren, wundergläubige Pilger anwerben, so den Bau der Kathedrale von Norwich finanzieren und nach England zurückgekehrten Teilnehmern des Zweiten Kreuzzugs (1147–1149) Einkünfte verschaffen. Die englischen Bischöfe stimmten dem Vorhaben zu und legitimierten so die Legende.
Im Jahr 1150 ließ Bischof Turbe den Leichnam Williams von Norwich ins Kapitelhaus der Kathedrale von Norwich umbetten und zu Ostern gelang es das Grab zum Objekt einer Heiligenverehrung zu machen. Dazu hatte Thomas von Monmouth eigenem Bekunden zufolge in Visionen von der Mutter Gottes und von der Heiligen Katharina den Auftrag erhalten. Bis zur Umbettung des Leichnams im Jahr 1151, nunmehr in die Kathedrale, sollen sich nach Anrufung des William bereits 35 Wunder ereignet haben. Aufgrund des Andrang der Gläubigen ließ Bischof Turbe im Jahr 1154 den Leichnam feierlich in die Apsiskapelle des nördlichen Seitenschiffs umbetten. Im Jahr 1158, 1168 oder 1169 wurde „William dem Märtyrer“ im Thorpe Wood eine Kapelle erbaut und vom Bischof William Turbe eingeweiht.

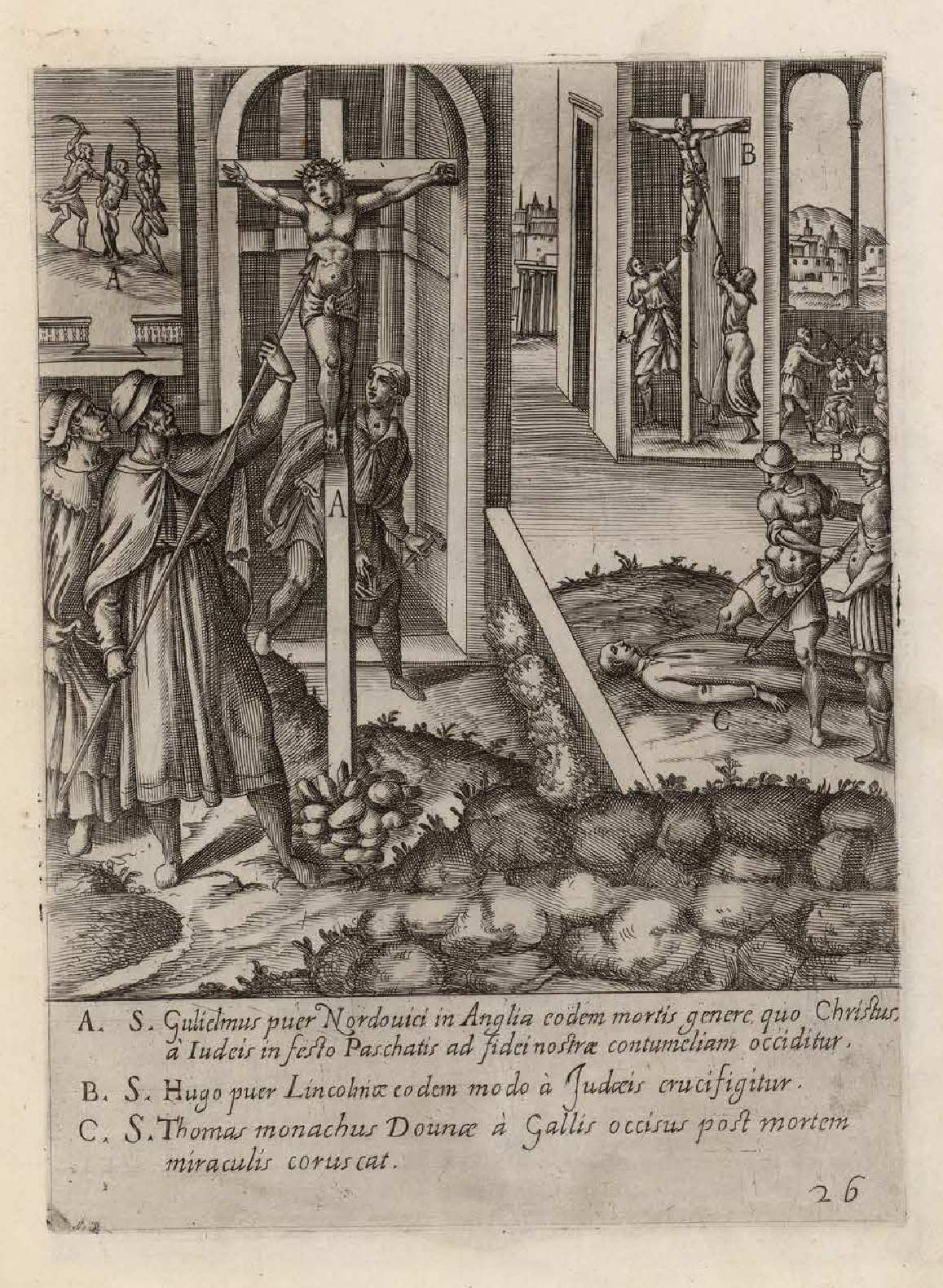
Die Auspeitschung und Kreuzigung des William von Norwich (Vordergrund, Buchst. A), die Dornenkrönung und Kreuzigung des Hugh von Lincoln (Hintergrund rechts, Buchst. B) und Ermordung eines Mönchs Thomas durch Franzosen (Buchst. C). Heiligendarstellungen gemalt von Giovanni Battista de’ Cavalieri nach den Fresken von Niccolò Circignani in der Kapelle des Päpstlichen Englischen Kollegs in Rom, 1584.

Darüber hinaus war wohl damit auch die Erwartung verbunden, einen Heiligen für England zu etablieren. Auf Dauer hat sich diese Erwartung nicht erfüllt, denn bereits Anfang des 14. Jahrhunderts waren die Einnahmen des Heiligenaltars auf nur noch 4 Pence zurückgegangen. Die Märtyrerkapelle im Thorpe Wood verfiel später.

## Weitere antijüdische Ritualmordlegenden
- Hugh von Lincoln
- Anderl von Rinn
- Werner von Oberwesel
- Simon von Trient